# بازی هزارپا
بازی هزارپا(Centipede game) یکی از بازی‌های ویدئویی براساس تیراندازی است که در سال ۱۹۸۰ میلادی توسط شرکت آتاری منتشر شد. این بازی توسط Ed Logg و Dona Bailey طراحی شد که به نوعی اولین بازی‌ای بود که برنامه‌نویسان آن زن بودند. این بازی شامل هزارپا، عنکبوت‌ها، عقرب‌ها، ملخ‌ها و قارچ‌ها است که به سرعت محبوب شد. این بازی در سال ۱۹۸۲ میلادی با عنوان جدیدی (به نام: Millipede)عرضه شد.
این بازی برای سیستم عامل‌های Atari 2600، Atari 5200، Atari 7800 منتشر شد و بعدها به Apple II ,Commodore 64 ،ColecoVision فروخته شد.

## دشمنان بازی و امتیازهای آنها
- هزارپا: ۱۰ امتیاز برای بدن و ۱۰۰ امتیاز برای سر هزارپا
- قارچ‌ها: ۱ امتیاز
- کک‌ها: ۲۰۰ امتیاز
- عنکبوت‌ها: براساس نزدیکی بازیکن به آن‌ها می‌توانند ۳۰۰، ۶۰۰ یا ۹۰۰ امتیاز داشته باشند.
- عقرب‌ها: ۱۰۰۰ امتیاز

بازیکن به ازای هر ۱۰٬۰۰۰، ۱۲٬۰۰۰، ۱۵٬۰۰۰ و ۲۰٬۰۰۰ امتیاز یک جان اضافی دریافت می‌کند.

## نحوه بازی
در ابتدای بازی تعدادی قارچ در صفحه وجود دارد و هزارپایی از بالای صفحه به سمت پایی به صورت حرکت‌های افقی به سمت پایین می‌آیند و در صورت برخورد با قارچی جهتش معکوس می‌شود در همین حین عنکبوت‌هایی در صفحه به‌وجود می‌آیند. بازیکن در حین بازی علاوه بر برخورد نکردن با هر یک از دشمنان باید آن‌ها را بکشد. بعد برخورد تیر به هریک از قسمت‌های هزارپا، آن قسمت به یک قارچ تبدیل می‌شود. بعد آنکه هزارپا کامل از بین رفت هزارپایی با سرعت بیشتر نسبت به حالت قبل دوباره روند بالا را طی می‌کند. در همین حین ممکن از از بالا به صورت حرکت عمودی کک‌ای رها شود. هدف بازی کسب امتیاز بیشتر است.

## رکوردها
- Donald Hayes از آمریکا با امتیاز ۷٬۱۱۱٬۱۱۱ در سال ۲۰۰۰ میلادی
- Jim Schneider از آمریکا با امتیاز ۱۶٬۳۸۹٬۵۴۸ در سال ۲۰۰۴ میلادی